# 堂谷駅
堂谷駅（タンゴクえき）は、大韓民国ソウル特別市冠岳区奉天洞にあるソウル軽電鉄新林線の駅。駅番号はS407。

## 歴史
- 2021年2月7日：駅名確定[1]。
- 2022年5月28日：開業。

## 隣の駅
ソウル軽電鉄
●新林線
ポラメ病院駅 (S406) - 堂谷駅 (S407) - 新林駅 (S408)